# Nati nel 1958/Agosto
| Questa pagina contiene informazioni ricavate automaticamente dalle voci biografiche con l'ausilio del template Bio e di un bot. L'aggiornamento è periodico e automatico e ricostruisce completamente la pagina. Se manca una persona in questa lista, sei pregato di non aggiungerla, ma accertati piuttosto che la sua voce biografica contenga il template Bio e che i dati anagrafici siano correttamente compilati. Se il template Bio manca, inseriscilo tu stesso o, in alternativa, metti l'avviso {{tmp\|Bio}} che ne segnala la mancanza. Se i dati riportati sono sbagliati, correggi direttamente la voce biografica; le modifiche saranno visibili in questa lista entro pochi giorni. Per chiarimenti vedi il progetto biografie. La lista contiene solo le 268 persone che sono citate nell'enciclopedia e per le quali è stato implementato correttamente il template Bio. Pagina aggiornata al 18 ago 2025. |

- 1º agosto - María Ignacia Benítez, politica e ingegnera cilena († 2019)
- 1º agosto - Ion Bîrlădeanu, ex canoista rumeno
- 1º agosto - Adrian Dunbar, attore irlandese
- 1º agosto - Paul Gray, bassista britannico
- 1º agosto - Tor Håkon Holte, ex fondista norvegese
- 1º agosto - Paul McKinnon, ex calciatore inglese
- 1º agosto - Michael Penn, cantautore e compositore statunitense
- 1º agosto - Armando Traverso, conduttore televisivo, conduttore radiofonico e giornalista italiano
- 1º agosto - Kiki Vandeweghe, ex cestista, allenatore di pallacanestro e dirigente sportivo statunitense
- 2 agosto - Brian Agler, allenatore di pallacanestro e dirigente sportivo statunitense
- 2 agosto - Claudio Ambu, ex calciatore italiano
- 2 agosto - Damian Harris, regista, sceneggiatore e produttore cinematografico britannico
- 2 agosto - Shō Hayami, doppiatore, cantante e attore giapponese
- 2 agosto - Paolo Jachia, semiologo e musicologo italiano
- 2 agosto - Stefan Jambo, ex calciatore tedesco
- 2 agosto - Roberto Manghi, allenatore di rugby a 15 e ex rugbista a 15 italiano
- 2 agosto - Rainer Troppa, calciatore tedesco orientale († 2023)
- 3 agosto - Tito Boeri, economista italiano
- 3 agosto - Pietro Fazzi, politico italiano
- 3 agosto - Bettine Jahn, ex ostacolista tedesca
- 3 agosto - Satoshi Kataoka, goista giapponese
- 3 agosto - Claudio Miccoli, ambientalista italiano († 1978)
- 3 agosto - Augusto Minzolini, giornalista, politico e opinionista italiano
- 3 agosto - Aleksandr Nevzorov, politico e regista russo
- 3 agosto - Kevin Rodney Sullivan, attore e regista statunitense
- 3 agosto - Giorgio Terruzzi, giornalista e scrittore italiano
- 3 agosto - Lambert Wilson, attore, cantante e doppiatore francese
- 4 agosto - Ian Broudie, musicista britannico
- 4 agosto - Mary Decker, ex mezzofondista statunitense
- 4 agosto - Greg Foster, ostacolista statunitense († 2023)
- 4 agosto - Agostino Ghesini, ex giavellottista italiano
- 4 agosto - Kym Karath, attrice statunitense
- 4 agosto - Edvaldo Oliveira Chaves, ex calciatore brasiliano
- 4 agosto - Phil Scott, politico statunitense
- 5 agosto - Massimo Barbuti, allenatore di calcio e ex calciatore italiano
- 5 agosto - Jurij Dumčev, discobolo e attore russo († 2016)
- 5 agosto - Yuli-Yoel Edelstein, politico israeliano
- 5 agosto - Silvia Kutika, attrice argentina
- 5 agosto - Uladzimir Makej, politico e militare bielorusso († 2022)
- 5 agosto - Enrica Maria Modugno, attrice italiana
- 5 agosto - Aleksandr Možaev, ex schermidore sovietico
- 5 agosto - Giovanni Piccoli, politico italiano
- 5 agosto - Ulla Salzgeber, cavallerizza tedesca
- 5 agosto - Vera Lucia de Oliveira, poeta, saggista e docente brasiliana
- 6 agosto - Bruno Censore, politico italiano
- 6 agosto - Alessandro Chiodini, allenatore di calcio e ex calciatore italiano
- 6 agosto - Darwin Cook, allenatore di pallacanestro e ex cestista statunitense
- 6 agosto - Philippe Jeannol, ex calciatore francese
- 6 agosto - Fabio Mancini, pilota automobilistico italiano
- 6 agosto - Giampaolo Montesano, allenatore di calcio e ex calciatore italiano
- 6 agosto - John Mullan, critico letterario britannico
- 6 agosto - Souleymane Ndéné Ndiaye, politico senegalese
- 6 agosto - Didier Reynders, politico belga
- 6 agosto - Mitchell Thomas Rozanski, arcivescovo cattolico statunitense
- 6 agosto - Chuck Russell, regista, sceneggiatore e produttore cinematografico statunitense
- 6 agosto - Július Strnisko, lottatore cecoslovacco († 2008)
- 7 agosto - Shannon Cochran, attrice statunitense
- 7 agosto - Bruce Dickinson, cantautore britannico
- 7 agosto - Zlatko Krmpotić, allenatore di calcio e ex calciatore serbo
- 7 agosto - Rieko Matsuura, scrittrice giapponese
- 7 agosto - Alberto Salazar, ex maratoneta, mezzofondista e allenatore di atletica leggera statunitense
- 7 agosto - Zander Schloss, attore, compositore e bassista statunitense
- 7 agosto - Horacio Simaldone, ex calciatore argentino
- 7 agosto - Bart Staes, politico belga
- 7 agosto - Julian Wadham, attore britannico
- 7 agosto - Dmitrij L'vovič Zolotuchin, attore e regista russo
- 7 agosto - Miguel Ángel Zotto, ballerino argentino
- 8 agosto - Mario Cognigni, dirigente sportivo italiano
- 8 agosto - Deborah Conway, cantautrice, chitarrista e attrice australiana
- 8 agosto - David M. Friedman, avvocato e diplomatico statunitense
- 8 agosto - Valerio Held, fumettista italiano
- 8 agosto - Mauro Maur, trombettista italiano
- 8 agosto - Andrea Meneghin, ex bobbista italiano
- 8 agosto - Diana Mondino, economista, docente e politica argentina
- 8 agosto - Peter Nilsson, ex calciatore svedese
- 8 agosto - Akihiro Nishimura, allenatore di calcio e ex calciatore giapponese
- 8 agosto - Miroslav Ouzký, politico ceco
- 8 agosto - Nigel Spink, ex calciatore e allenatore di calcio inglese
- 9 agosto - Gary Bailey, ex calciatore inglese
- 9 agosto - Amanda Bearse, attrice e regista televisiva statunitense
- 9 agosto - Jean-Claude Hollerich, cardinale e arcivescovo cattolico lussemburghese
- 9 agosto - Muazzez Ersoy, cantante turca
- 9 agosto - Nduka Odizor, tennista nigeriano
- 9 agosto - Alfonso Panzetta, storico dell'arte italiano
- 9 agosto - Dagmar Švubová, ex fondista cecoslovacca
- 10 agosto - Evgenija Bičugova, fondista russa
- 10 agosto - Larisa Carëva, ex nuotatrice sovietica
- 10 agosto - Michael Dokes, pugile statunitense († 2012)
- 10 agosto - Ekaterina Fesenko, ex ostacolista sovietica
- 10 agosto - Wolfgang Funkel, allenatore di calcio e ex calciatore tedesco
- 10 agosto - John Goldwyn, produttore cinematografico e produttore televisivo statunitense
- 10 agosto - Rami Hamdallah, politico e linguista palestinese
- 10 agosto - Domenico Mattia, cantante italiano († 2008)
- 10 agosto - Irineu Roman, arcivescovo cattolico brasiliano
- 10 agosto - Don Swayze, attore statunitense
- 11 agosto - Dan Kildee, politico statunitense
- 11 agosto - Guido Germano Pettarin, politico italiano
- 11 agosto - Ángel Sixto Rossi, cardinale e arcivescovo cattolico argentino
- 11 agosto - Silvio Soldini, regista, sceneggiatore e traduttore italiano
- 11 agosto - Pascale Trinquet-Hachin, ex schermitrice francese
- 11 agosto - Jah Wobble, bassista, polistrumentista e produttore discografico britannico
- 12 agosto - Takanori Jinnai, attore, regista e scrittore giapponese
- 12 agosto - Riccardo Recchia, regista televisivo italiano
- 12 agosto - Hiroshi Yamashiro, giocatore di go giapponese
- 13 agosto - Al Beal, ex cestista statunitense
- 13 agosto - Domenico Dolce, stilista e imprenditore italiano
- 13 agosto - Alfonso Mondelo, allenatore di calcio spagnolo
- 13 agosto - Tiziana Pini, attrice italiana
- 13 agosto - Tiziana Rivale, cantante e personaggio televisivo italiana
- 13 agosto - Feargal Sharkey, cantante britannico
- 13 agosto - Randall Shughart, militare statunitense († 1993)
- 13 agosto - Bojčo Veličkov, ex calciatore bulgaro
- 14 agosto - Vjačeslav Čanov, ex calciatore sovietico
- 14 agosto - Giuseppe Carelli, ex giocatore di baseball e allenatore di baseball italiano
- 14 agosto - Andrea Corsaro, politico italiano
- 14 agosto - Big John Duncan, chitarrista britannico
- 14 agosto - Bobby Eaton, wrestler statunitense († 2021)
- 14 agosto - Mauro Ferraresi, sociologo italiano
- 14 agosto - Derrick Hatchett, ex giocatore di football americano statunitense
- 14 agosto - Dan Larsson, ex nuotatore svedese
- 14 agosto - Galina Mel'ničenko, ex cestista sovietica
- 14 agosto - Jurij Susloparov, calciatore e allenatore di calcio sovietico († 2012)
- 14 agosto - Carlos Tavares, imprenditore e dirigente d'azienda portoghese
- 15 agosto - Simon Baron-Cohen, psicologo britannico
- 15 agosto - Consolata Mukangango, criminale ruandese
- 15 agosto - Minoru Kawasaki, regista, sceneggiatore e produttore cinematografico giapponese
- 15 agosto - Roberto Mangosi, disegnatore e pittore italiano
- 15 agosto - Rondell Sheridan, attore, comico e regista statunitense
- 16 agosto - Angela Bassett, attrice statunitense
- 16 agosto - Francesco Cantamessi, ex cestista italiano
- 16 agosto - Madonna, cantautrice e attrice statunitense
- 16 agosto - José Luis Clerc, ex tennista argentino
- 16 agosto - Bijan Daneshmand, attore e regista iraniano
- 16 agosto - Giuseppe Di Piazza, giornalista, fotografo e scrittore italiano
- 16 agosto - Diane Dodds, politica britannica
- 16 agosto - Anne L'Huillier, fisica francese
- 16 agosto - Mahesh Manjrekar, attore, regista e sceneggiatore indiano
- 16 agosto - Rocco Papaleo, attore, regista e sceneggiatore italiano
- 16 agosto - Steve Sem-Sandberg, scrittore e giornalista svedese
- 16 agosto - Peter Wisoff, ex astronauta e fisico statunitense
- 17 agosto - Nicholas Bell, attore britannico
- 17 agosto - Teresa Bellanova, politica italiana
- 17 agosto - Michael Brooks, cestista e allenatore di pallacanestro statunitense († 2016)
- 17 agosto - Pjerin Bushati, ex cestista e allenatore di pallacanestro albanese
- 17 agosto - Belinda Carlisle, cantante, musicista e attivista statunitense
- 17 agosto - Bobby Cattage, ex cestista statunitense
- 17 agosto - Carlo Ubaldo Rossi, compositore, arrangiatore e produttore discografico italiano († 2015)
- 17 agosto - Giuliano Volpe, archeologo italiano
- 18 agosto - Didier Auriol, pilota di rally francese
- 18 agosto - Roberto Baldazzini, illustratore e fumettista italiano
- 18 agosto - Federico Calcagno, giornalista e telecronista sportivo italiano
- 18 agosto - Reg E. Cathey, attore statunitense († 2018)
- 18 agosto - Gianni Giacomini, ex ciclista su strada italiano
- 18 agosto - Daniele Goletti, allenatore di calcio e ex calciatore italiano
- 18 agosto - Marco Modugno, regista e sceneggiatore italiano
- 18 agosto - Enrico Nieri, ex calciatore italiano
- 18 agosto - Madeleine Stowe, attrice statunitense
- 18 agosto - Sergej Evgen'evič Treščëv, cosmonauta russo
- 18 agosto - Steven Zirnkilton, doppiatore statunitense
- 19 agosto - Mohamed El-Erian, economista e imprenditore egiziano
- 19 agosto - Lee Won-u, cestista sudcoreano († 2004)
- 19 agosto - Christian Monschau, allenatore di pallacanestro e ex cestista francese
- 19 agosto - Rick Snyder, politico statunitense
- 20 agosto - Arnd Bauerkämper, storico tedesco
- 20 agosto - Nigel Dodds, avvocato e politico britannico
- 20 agosto - Furio Honsell, matematico e politico italiano
- 20 agosto - Brian Levine, ex tennista sudafricano
- 20 agosto - Carmelo Miceli, allenatore di calcio e ex calciatore italiano
- 20 agosto - Marius Müller, cantante norvegese († 1999)
- 20 agosto - David O. Russell, regista e sceneggiatore statunitense
- 20 agosto - Melitta Sollmann, ex slittinista tedesca orientale
- 20 agosto - Tomatito, chitarrista spagnolo
- 21 agosto - Michael Burns, produttore cinematografico statunitense
- 21 agosto - Gloria Gómez, ex cestista colombiana
- 21 agosto - Bryn Gunn, ex calciatore inglese
- 21 agosto - Gary Hogeboom, ex giocatore di football americano statunitense
- 21 agosto - Antonino Imborgia, dirigente sportivo e ex calciatore italiano
- 21 agosto - Petr Rada, ex calciatore e allenatore di calcio ceco
- 21 agosto - Ambrogio Santambrogio, sociologo italiano
- 22 agosto - Luciano Agostini, politico italiano
- 22 agosto - Miguel Cortijo, ex cestista argentino
- 22 agosto - Vic Fangio, allenatore di football americano statunitense
- 22 agosto - Colm Feore, attore canadese
- 22 agosto - Christian Haas, ex velocista tedesco
- 22 agosto - Paolo Macchiarini, chirurgo italiano
- 22 agosto - Alan Morse, chitarrista statunitense
- 22 agosto - Stevie Ray, ex wrestler statunitense
- 22 agosto - Vernon Reid, chitarrista e produttore discografico statunitense
- 23 agosto - Michael Jude Byrnes, arcivescovo cattolico statunitense († 2025)
- 23 agosto - Bianca Garavelli, scrittrice e critica letteraria italiana († 2021)
- 23 agosto - Bill Haslam, politico statunitense
- 23 agosto - John Baptist Lee Keh-mien, vescovo cattolico taiwanese
- 23 agosto - Fiorenzo Ramacci, militare italiano († 1992)
- 23 agosto - Dacre Stoker, scrittore e pentatleta canadese
- 23 agosto - Wang Shuo, scrittore, regista e attore cinese
- 24 agosto - Craig Buck, ex pallavolista e ex giocatore di beach volley statunitense
- 24 agosto - Steve Guttenberg, attore, regista e comico statunitense
- 24 agosto - Okey Isima, calciatore nigeriano († 2013)
- 24 agosto - William Mangion, cantante maltese
- 24 agosto - Juan Nelson, bassista statunitense († 2021)
- 24 agosto - Chris Offutt, scrittore e sceneggiatore statunitense
- 24 agosto - Olaf Prenzler, ex velocista tedesco
- 24 agosto - Yan Lianke, scrittore cinese
- 25 agosto - Giandomenico Albertella, politico italiano
- 25 agosto - Tim Burton, regista, produttore cinematografico e sceneggiatore statunitense
- 25 agosto - Francesco D'Arrigo, allenatore di calcio e ex calciatore italiano
- 25 agosto - Pierre Délèze, ex mezzofondista svizzero
- 25 agosto - Fabio Gaetaniello, ex rugbista a 15 e allenatore di rugby a 15 italiano
- 25 agosto - Christian LeBlanc, attore statunitense
- 25 agosto - David William Parry, poeta, scrittore e teologo britannico
- 25 agosto - Chris Priestley, scrittore inglese
- 25 agosto - Enrico Rossi, politico italiano
- 26 agosto - Maddalena Calia, politica italiana
- 26 agosto - Giovanna Bianchi Clerici, giornalista e politica italiana
- 26 agosto - Mario Corsi, conduttore radiofonico e ex terrorista italiano
- 26 agosto - Viktor Dem'janenko, ex pugile kazako
- 26 agosto - Sebastiano Messina, giornalista, critico televisivo e saggista italiano
- 26 agosto - Jan Nevens, ex ciclista su strada belga
- 26 agosto - Jorge Nolasco, attore, regista teatrale e insegnante argentino († 2017)
- 26 agosto - Flavio Oreglio, cabarettista, musicista e scrittore italiano
- 26 agosto - Klaus Ostwald, ex saltatore con gli sci tedesco orientale
- 26 agosto - Fiamma Satta, giornalista, scrittrice e conduttrice radiofonica italiana
- 26 agosto - Juan Antonio Señor, allenatore di calcio e ex calciatore spagnolo
- 26 agosto - Dale Solomon, ex cestista statunitense
- 26 agosto - Jonathan Tisdall, scacchista e giornalista norvegese
- 26 agosto - Nichi Vendola, politico italiano
- 26 agosto - Zlatko Vujović, allenatore di calcio e ex calciatore jugoslavo
- 26 agosto - Zoran Vujović, allenatore di calcio e ex calciatore croato
- 27 agosto - Stalking Cat, statunitense († 2012)
- 27 agosto - Jean-Yves Berteloot, attore francese
- 27 agosto - Andreas Bielau, allenatore di calcio e ex calciatore tedesco orientale
- 27 agosto - Kathy Hochul, politica e avvocata statunitense
- 27 agosto - Sergej Konstantinovič Krikalëv, cosmonauta e ingegnere russo
- 27 agosto - Tom Lanoye, scrittore, sceneggiatore e drammaturgo belga
- 27 agosto - Marcos Paquetá, allenatore di calcio e ex calciatore brasiliano
- 27 agosto - Jorge Olaechea, ex calciatore peruviano
- 28 agosto - Bruno Bergonzi, batterista, percussionista e arrangiatore italiano
- 28 agosto - Giancarlo Favarin, allenatore di calcio e ex calciatore italiano
- 28 agosto - Scott Hamilton, ex pattinatore artistico su ghiaccio statunitense
- 28 agosto - Eiji Ōtsuka, scrittore giapponese
- 28 agosto - Paolo Pininfarina, imprenditore italiano († 2024)
- 28 agosto - Guido Ugolotti, dirigente sportivo, allenatore di calcio e ex calciatore italiano
- 28 agosto - Marcello Vandelli, pittore italiano
- 29 agosto - Dave Britton, ex cestista statunitense
- 29 agosto - Rickey Brown, ex cestista statunitense
- 29 agosto - Juninho Fonseca, allenatore di calcio e ex calciatore brasiliano
- 29 agosto - Mick Harvey, musicista, compositore e arrangiatore australiano
- 29 agosto - Lenny Henry, attore, comico e cantante britannico
- 29 agosto - Michael Jackson, cantautore, ballerino e coreografo statunitense († 2009)
- 29 agosto - Boris Kagarlickij, filosofo e storico russo
- 29 agosto - Kaïs Saïed, politico e giurista tunisino
- 29 agosto - Borislav Vučević, ex cestista montenegrino
- 30 agosto - Augustín Antalík, ex calciatore cecoslovacco
- 30 agosto - Karen Buck, politica britannica
- 30 agosto - Jacobus Dreesen, ex giocatore di calcio a 5 belga
- 30 agosto - Nevio Giuliani, allenatore di pallacanestro italiano
- 30 agosto - Anna Stepanovna Politkovskaja, giornalista russa († 2006)
- 30 agosto - Adel Tlatli, allenatore di pallacanestro tunisino
- 31 agosto - Serge Blanco, ex rugbista a 15, dirigente sportivo e imprenditore francese
- 31 agosto - Julie Brown, attrice, cantante e sceneggiatrice statunitense
- 31 agosto - Antonio Finco, giornalista e scrittore italiano
- 31 agosto - Ramón Ibarra, attore e regista teatrale spagnolo
- 31 agosto - Thomas Knuths, tuffatore tedesco orientale
- 31 agosto - Michael Linhart, diplomatico e politico austriaco
- 31 agosto - Silvia Pepitoni, doppiatrice e dialoghista italiana
- 31 agosto - Antonietta Potente, teologa e religiosa italiana
- 31 agosto - Fredrik Sjöberg, scrittore, biologo e entomologo svedese
- 31 agosto - Éric Zemmour, giornalista, scrittore e saggista francese